# Schlindermanderscheid
Schlindermanderscheid (luxemburgisch Schlënnermaneschtⓘ) ist eine Ortschaft in der Gemeinde Burscheid, Kanton Diekirch, im Großherzogtum Luxemburg.

## Lage
Schlindermanderscheid liegt über dem Tal der Sauer auf 380 Metern Höhe. Südlich des Ortes direkt an der Sauer liegt die zu Schlindermanderscheid gehörende Goebelsmühle. Hier befindet sich auch ein Bahnhaltepunkt an der Bahnstrecke Luxemburg–Spa. Durch Schlindermanderscheid selbst verläuft die CR 348. Nachbarorte sind im Norden Consthum und im Osten Gralingen.

## Allgemeines
Schlindermanderscheid ist ein kleiner ländlich geprägter Ort. Den Mittelpunkt des Ortes bildet die Pfarrkirche St. Mariä Geburt, eine schlichte Saalkirche des Barock. Im Innenraum hat sich nahezu die komplette barocke Inneneinrichtung erhalten.